# Angelica Ström (lärare)
För friidrottaren med samma namn, se Angelica Ström (född 1981)
Angelica Irene Ninotchka Ström, ogift Tjernberg, född 13 november 1953 i Högalids församling i Stockholm, är en svensk lärare.
Angelica Ström är dotter till skådespelaren Ove Tjernberg och författaren Katarina Taikon och har romskt ursprung genom sin mor. I nyutgåvan av Katarina Taikons böcker om Katitzi har Ström skrivit förordet samt bearbetat och moderniserat språket tillsammans med Lawen Mohtadi. Den 15 augusti 2016 var hon värd för Sommar i P1. Utöver detta föreläser hon i svenska skolor om romernas situation och medverkar i dokumentärfilmen Taikon, som handlar  om modern Katarina Taikon. Angelica Ström har under många år arbetat tillsammans med sin moster Rosa Taikon med att ställa ut Taikons silversmycken.  
Angelica Ström är specialpedagog, utbildad vid Birkagårdens folkhögskola och lärarhögskolan i Stockholm. Hon arbetar vid Hedvig Eleonora skola i Stockholm.